# Apeldoornsche courant (verzetsblad)
Apeldoornsche courant was een verzetsblad uit de Tweede Wereldoorlog, dat vanaf 1 mei 1944 tot en met 17 mei 1945 in Apeldoorn werd uitgegeven.
Aanvankelijk werd in Apeldoorn De Nieuwsbode uit Utrecht (later Amsterdam) verspreid. Na de arrestatie op 29 april 1944 van de kopleiding van dat blad werd, teneinde de inkomsten voor onderduikers niet te verliezen, te Apeldoorn besloten met het uitgeven van nieuwsberichten voort te gaan. Het initiatief hiertoe werd genomen door de tijdens de bezetting gepensioneerde beroeps-sergeant-majoor der politietroepen J.T. van Veen; voor de verspreiding droeg de ondergedoken korporaal der mariniers J. Bobbink zorg. Een der actiefste helpers was W. Lukas, die in de naaste omgeving van Seyss-Inquart's hoofdkwartier steeds 60 exemplaren verspreidde. Tot oktober 1944 waren de berichten titelloos, daarna werd de titel Apeldoornsche courant. H. Bonger nam een belangrijk gedeelte van de nieuwsoverzichten en commentaren voor zijn rekening.
Het blad verscheen aanvankelijk wekelijks, later drie keer per week, ten slotte dagelijks. Het werd gestencild en de inhoud bestond voornamelijk uit nieuwsberichten.